# Lijst van rijksmonumenten in Well (Limburg)
De plaats Well telt 14 inschrijvingen in het rijksmonumentenregister. Hieronder een overzicht.
| Object                                                                                           | Oorspronkelijke functie?  | Bouwjaar                             | Architect | Locatie            | Coördinaten?                 | Nr.?   | Afbeelding                                                                                       |
| ------------------------------------------------------------------------------------------------ | ------------------------- | ------------------------------------ | --------- | ------------------ | ---------------------------- | ------ | ------------------------------------------------------------------------------------------------ |
| Kerkhofkapel 'Calvarieberg'                                                                      | Begraafplaats en -onderdl | laatste kwart 19e eeuw               |           | Grotestraat bij 20 | 51° 32' 56" NB, 6° 5' 38" OL | 526162 | Meer afbeeldingen                                                                                |
| Kasteel Well: hoofdgebouw                                                                        | Kasteel, buitenplaats     | 15e eeuw                             |           | Kasteellaan 20     | 51° 33' 8" NB, 6° 5' 23" OL  | 526579 | Kasteel Well: hoofdgebouw                                                                        |
| Kasteel Well: historische Tuin- en parkaanleg                                                    | Tuin, park en plantsoen   | 19e eeuw                             |           | Kasteellaan bij 20 | 51° 33' 7" NB, 6° 5' 18" OL  | 526582 | Kasteel Well: historische Tuin- en parkaanleg                                                    |
| Kasteel Well: bakstenen brug                                                                     | Tuin, park en plantsoen   | 17e eeuw (bouw) 19e eeuw (vernieuwd) |           | Kasteellaan bij 20 | 51° 33' 7" NB, 6° 5' 18" OL  | 526584 | Kasteel Well: bakstenen brug                                                                     |
| Kasteel Well: voorburcht met dienstvleugels en torens                                            | Bijgebouwen kastelen enz. | 17e eeuw                             |           | Kasteellaan bij 20 | 51° 33' 8" NB, 6° 5' 23" OL  | 526586 | Kasteel Well: voorburcht met dienstvleugels en torens                                            |
| Kasteel Well: Tiendschuur                                                                        | Bijgebouwen kastelen enz. | 1609                                 |           | Kasteellaan bij 20 | 51° 33' 8" NB, 6° 5' 23" OL  | 526587 | Kasteel Well: Tiendschuur                                                                        |
| Kasteel Well: toegangsbrug                                                                       | Tuin, park en plantsoen   | 1756                                 |           | Kasteellaan bij 20 | 51° 33' 7" NB, 6° 5' 18" OL  | 526588 | Kasteel Well: toegangsbrug                                                                       |
| Kasteeltoren Well: Ruïne                                                                         | Bijgebouwen kastelen enz. | 1375-1425                            |           | Kasteellaan bij 20 | 51° 33' 8" NB, 6° 5' 23" OL  | 526589 | Meer afbeeldingen                                                                                |
| Kasteel Well: Brug                                                                               | Tuin, park en plantsoen   | 1875-1925                            |           | Kasteellaan bij 20 | 51° 33' 7" NB, 6° 5' 18" OL  | 526590 | Kasteel Well: Brug                                                                               |
| Kasteel Well: Brug met Hek                                                                       | Tuin, park en plantsoen   | 1785 en midden 19e eeuw              |           | Kasteellaan bij 20 | 51° 33' 7" NB, 6° 5' 18" OL  | 526591 | Meer afbeeldingen                                                                                |
| St. Rochuskapel                                                                                  | Kapel                     | 1715                                 |           | Op de kamp 14      | 51° 33' 57" NB, 6° 3' 32" OL | 9031   | Meer afbeeldingen                                                                                |
| Zeer oude bidkapel, typerend voor de streek en uit dat oogpunt van belang van historische waarde | Kapel                     | onbekend                             |           | Weideweg           | 51° 34' 19" NB, 6° 4' 54" OL | 9032   | Zeer oude bidkapel, typerend voor de streek en uit dat oogpunt van belang van historische waarde |
| Kerkhof met benedenste muurwerk van de oude St. Vituskerk die in 1944 verwoest werd              | Begraafplaats en -onderdl | 15e eeuw en tweede kwart 19e eeuw    |           | Grotestraat        | 51° 32' 54" NB, 6° 5' 36" OL | 9034   | Kerkhof met benedenste muurwerk van de oude St. Vituskerk die in 1944 verwoest werd              |
| St. Barbarakapel (ruïne)                                                                         | Kapel                     | 17e eeuw                             |           | Kasteellaan        | 51° 33' 3" NB, 6° 5' 24" OL  | 9035   | Meer afbeeldingen                                                                                |